# 6701-es mellékút (Magyarország)
A 6701-es számú mellékút egy közel ötven kilométer hosszú, négy számjegyű mellékút Somogy vármegyében; a megyeszékhely Kaposvárt köti össze a Balaton-parti Fonyód térségével.

## Nyomvonala
A 610-es főútból ágazik ki, annak 9+550-es kilométerszelvénye közelében, Kaposvár Tüskevár városrészének déli szélén, észak-északkeleti irányban, Hajnóczy József utca néven. 500 méter után észak-északnyugati irányba kanyarodik, és a Jutai út nevet veszi fel. 2,9 kilométer után elhalad a 61-es főút Kaposvárt, Kaposújlakot és Kaposmérőt északról elkerülő, gyorsforgalmi jellegű szakasza alatt, a főút kilométer-számozása itt kicsivel a 124+400-as kilométerszelvény előtt jár. Még előtte, 2,7 kilométer után beletorkollik a nagykanizsai irányból érkező forgalom lehajtó ága (67 804) és a dunaföldvári irányú felhajtó ág (67 803), míg a 67 802-es számú felhajtó és a 67 801-es számozást viselő lehajtó már Juta területén találkozik az úttal, majdnem pontosan annak 3. kilométerénél.
5,3 kilométer után éri el az út Juta lakott területét, ahol a Hősök tere nevet veszi fel, majd ott, az 5+550-es kilométerszelvénynél egy elágazáshoz ér: nyugat felé itt indul ki az útból a 6703-as út, a 6701-es pedig kicsit keletebbi irányban folytatódik, de hamarosan visszatér az észak-északnyugati irányultsághoz, a Rákóczi Ferenc utca nevet viselve. 3,2 kilométer után újabb elágazása következik: itt a 6709-es út torkollik bele kelet-északkelet felől, Kaposfüred irányából, 3,2 kilométer megtétele után. 6,6 kilométer után lép ki a község lakott területei közül, 8,9 kilométer urán pedig eléri Juta, Hetes és Várda hármashatárát.
A folytatásban ez utóbbi település területén halad; Hetes határa egy darabig még a közelében húzódik, de a tizedik kilométernél már teljesen eltávolodnak egymástól. A 11. kilométere táján halad el a Várda központjától nyugatra eső házak és kertek szórványa (Várda-Újtelep) mellett, majd 11,5 kilométer után kiágazik belőle kelet felé a település központjába vezető 67 126-os út. A 11+750-es kilométerszelvényénél keresztezi az út a MÁV 36-os számú Kaposvár–Fonyód-vasútvonalát, Várda megállóhely délkeleti szélénél, majd 12,4 kilométer után, továbbra is nagyjából északnak haladva Somogyjád területére érkezik. 14,3 kilométer után éri el belterület déli szélét, ahol a Fő utca bevet veszi fel, majd 15,3 kilométer után újra egy kereszteződéshez ér: kelet-északkelet felől a 6513-as út torkollik bele, 20,5 kilométer megtétele után, nyugat felé pedig a 67 311-es út indul ki ugyaninnen, Somogyjád megállóhely felé. 15,8 kilométer után hagyja el teljesen a község belterületét és 16,4 kilométer után kicsit nyugatabbi irányt vesz.
A 17+650-es kilométerszelvényénél kiágazik belőle, nagyjából észak felé a 67 109-es út, Edde községbe, ugyanitt az út Osztopán területére ér. A falu lakott területének elérése előtt még inkább nyugati irányba fordul, majd a belterületen a Petőfi Sándor utca nevet veszi fel; a központban, 20,6 kilométer után Szabadság tér lesz a neve. ott kiágazik belőle nyugat felé a 6712-es út, a 6701-es pedig ezután újra északnak fordul, Fő utca. Még két irányváltása következik a falu északi részén, ahol előbb az Arany János utca, majd a Kossuth Lajos utca nevet veszi fel, így lép ki a település házai közül, észak-északnyugati irányban, 21,7 kilométer után.
Nem sokkal a 23,3 megtétele előtt lép át az út a Kaposvári járásból a Fonyódi járásba, Pamuk területére. 24,7 kilométer után kiágazik belőle nyugat felé a 67 127-es út, ez vezet a település központjába, illetve a község északnyugati határában található Pamuk megállóhely is ennek a végétől érhető el, egy önkormányzati úton. 26,2 kilométer után átlép Somogyvár területére, ennek lakott területeit 27,8 kilométer után éri el, ott Kaposvári utca a neve. 28,2 kilométer előtt kiágazik belőle kelet felé a 67 112-es út Somogyvámosra, a 28+550-es kilométerszelvénye közelében pedig, a központban a 67 313-as út, Somogyvár megállóhelyre. Innen a települései neve Május 1. utca, így lép ki 29,8 kilométer után lép ki a település házai közül, majd elhalad a somogyvári nemzeti emlékhely romterületének keleti szélén. 30,4 kilométer után Beslia településrészt éri el, innen nagyjából egy kilométeren át annak keleti szélén húzódik; rövidesen eléri Öreglak határvonalát és 32,2 kilométer után teljesen ez utóbbi településre lép.
32,6 kilométer után kiágazik belőle a 6704-es út, délnyugat felé, ezután elhalad Vidámháza településrész nyugati szélén, 35,5 kilométer után pedig Kisberény területére érkezik. Ottani szakasza meglehetősen rövid: 35,8 kilométer után kiágazik délkelet felé a 67 113-as út, ez vezet a község központjába, kicsivel ezután pedig át is lép Lengyeltóti területére. 37,4 kilométer után éri el a kisváros lakott területeit, ahol a Kaposvári utca nevet veszi fel, a 38. kilométerénél pedig kiágazik belőle a 6708-as út, délnyugat felé. Innen a neve Zrínyi Miklós utca, majd 38,6 kilométer után egy körforgalomhoz ér: kelet felé itt indul a 6711-es út, a 6701-es pedig északnak folytatódik. A neve innen Fonyódi utca, majd Külső Fonyódi út; 40,3 kilométer után lép ki a házak közül, ott már északnyugati irányba térve.
44,6 kilométer megtételét követően ér az út Fonyód területére; 46,3 kilométer után felüljárón áthalad az M7-es autópálya fölött, amely itt a 150+100-as kilométerszelvényénél tart. Előtte még 46,1 kilométer után csatlakozik hozzá a Letenye felől érkező forgalom lehajtó ága (70 592) és a budapesti irányú felhajtó ág (70 593), majd a túloldalon, 46,4 kilométer után a letenyei irányú 70 591-es felhajtó és a Budapest felőli, 70 589-es számú lehajtó ágak; itt található, a csomópont északnyugati részén a fonyódi autópálya-mérnökség is. A 48. kilométere térségében az út eléri a vasút nyomvonalát és egy időre amellé simul, majd a 49. kilométere környékén ismét eltávolodik attól. 49,6 kilométer után éri el Fonyód belterületét és rögtön utána véget is ér, beletorkollva a 7-es főútba, majdnem pontosan annak 147-es kilométerénél.
Teljes hossza, az országos közutak térképes nyilvántartását szolgáló kira.gov.hu adatbázisa szerint 49,851 kilométer.

## Települések az út mentén
- Kaposvár-Tüskevár
- Juta
- (Hetes)
- (Várda)
- Somogyjád
- Osztopán
- Pamuk
- Somogyvár
- Öreglak
- Kisberény
- Lengyeltóti
- Fonyód

## Története
1934-ben a kereskedelem- és közlekedésügyi miniszter 70 846/1934. számú rendelete a Kaposvár-Lengyeltóti szakaszát harmadrendű főúttá nyilvánította, a Balatonboglárig továbbvezető 651-es főút részeként. (Az akkori és a jelenlegi nyomvonal között mindössze annyi komolyabb eltérés volt, hogy a régi út Somogyvár helyett Öreglakon vezetett keresztül.) A rendelet alapján 1937-ben kiadott közlekedési térkép a Lengyeltóti és Fonyód közti részét még nem tünteti fel, mellékúti kiépítettséggel sem.